# 卡力美塔
卡力美塔（Calimehtar），是英國作家約翰·羅納德·瑞爾·托爾金（J.R.R. Tolkien）的史詩式奇幻作品《魔戒三部曲》中的虛構人物。
他是剛鐸（Gondor）第三十任國王，任內再度與戰車民（Wainriders）開戰，凱旋而歸。

## 名字
卡力美塔（Calimehtar）一名來自昆雅語，意思是「明亮的戰士」Bright warrior。

## 總覽
卡力美塔是剛鐸的登丹人（Dúnedain）。他是國王那曼克爾二世（Narmacil II）的兒子及繼承人。不清楚他有沒有任何兄弟姊妹。他至少有一子一女，兒子是昂多赫（Ondoher），女兒名字不詳。
他是剛鐸第三十任國王，任內剛鐸再度因為戰車民而陷於動盪。為了解決戰車民的威脅，以及報他父親被殺之仇，卡力美塔遂對戰車民採取聯合盟友、主動迎擊的策略，取得勝利，為剛鐸嬴得和平。
他生於第三紀元1736年，死於1936年，享年200歲。

## 生平

### 早年
卡力美塔生於第三紀元1736年，應該是在米那斯雅諾（Minas Anor）出生。
1856年，戰車民侵略剛鐸，他的父親那曼克爾二世迎戰敵人，在平原之戰（Battle of the Plains）中大敗被殺，卡力美塔遂繼承王位。

### 擊敗戰車民
數十年後（1899年），戰車民捲土重來，準備由安都因河的南北河套（Undeeps）攻入卡蘭納宏（Calenardhon）。卡力美塔從盟友伊歐西歐德（Éothéod）處接獲敵人參戰，以及羅馬尼安（Rhovanion）的北方人準備發動起事反抗侵略者的消息。
卡力美塔遂設計誘敵，他率領部隊大張旗鼓地於安都因河（Anduin）東岸進軍，並召喚了北方人參戰。戰車民被誘至達哥拉平原（Dagorlad）交戰，雙方一時間難分勝負，但到白熱化之際北方人領袖馬威尼（Marhwini）帶領騎兵由敵人背後與側翼發動攻擊，戰車民敗走。謹慎的他制止屬下的追擊，因為他的部隊已承受三分之一的損失，終使羅馬尼安的反抗行動失敗。

### 戰後
打敗戰車民後，卡力美塔為剛鐸嬴得了近半世紀的和平時間。1900年，他在米那斯雅諾建立了淨白塔（White Tower），用來置放真知晶石（Palantír），或許也是戰勝戰車民的紀念。
第三紀元1936年，卡力美塔逝世，結束了80年的統治，由他的兒子昂多赫繼位。

## 資料來源
1. 1 2 3 4 5  《中土世界的歷史》 Vol.12《中土世界的民族》 "The Heir of Elendil"
2. ↑  .   [2011-10-23]. （原始内容存档于2011-10-16）.
3. 1 2  《魔戒三部曲》 2001年 聯經初版翻譯 附錄一帝王本紀及年表
4. 1 2 3 4  《未完成的故事》 1998年 HarperCollins出版 "Cirion and Eorl"
5. ↑  《魔戒三部曲》 2001年 聯經初版翻譯 附錄二編年史

| 前任： 那曼克爾二世 | 剛鐸國王 | 继任： 昂多赫 |